# Svazek prověření signálu
Signální svazek (Svazek prověření signálu) je spis, který v komunistickém Československu zakládala Státní bezpečnost (StB) na osoby, u nichž bylo potřeba prověřit signální poznatky, které naznačovaly protistátní činnost podezřelé osoby. Jednalo se zejména o skutečnosti, představující státní tajemství, mimoslužební návštěvy zastupitelských úřadů kapitalistických států, podezřelý styk nebo dopisování s osobami v kapitalistických státech apod.
Cílem svazku bylo prověřit sledovanou osobu a rozhodnout, zda jsou signály pravdivé. Při prověřování se vycházelo z poznatků získaných Státní bezpečností, vyšetřováním, hlášením úřadů a občanů.
Lhůta k prověření byla obvykle stanovena na 6 měsíců, mohla se o další dva až tři měsíce prodloužit. Pokud se podezření potvrdila, převedl se svazek na jiný druh operativního svazku. Pokud se podezření nepotvrdila, svazek se zrušil, nebo se převedl do pozorovacího svazku nebo se uložil do operativního archivu.